# Suchy Las
Suchy Las è un comune rurale polacco del distretto di Poznań, nel voivodato della Grande Polonia.
Ricopre una superficie di 116,55 km² e nel 2006 contava 13 219 abitanti.